# Il diavolo indemoniato
Il diavolo indemoniato (Devil May Hare) è un film del 1954 diretto da Robert McKimson. È un cortometraggio d'animazione della serie Looney Tunes, distribuito negli Stati Uniti il 19 giugno 1954. Il film segna la prima apparizione di Taz. Dal 1997 viene distribuito col titolo Nozze diaboliche.

## Trama
Bugs Bunny sta facendo le pulizie di primavera, quando viene interrotto da una grande varietà di animali che scappano; una tartaruga gli spiega che il diavolo della Tasmania è in libertà. Non sapendo cosa sia un diavolo della Tasmania, Bugs lo cerca sull'enciclopedia scoprendo che si tratta di una bestia famelica che mangia diversi animali, ma non i conigli. Taz, che lo ha raggiunto, corregge l'enciclopedia e afferra Bugs, ma quest'ultimo lo convince a collaborare per trovare un menu più sostanzioso. Bugs procede quindi a giocare alcuni scherzi al Diavolo della Tasmania, tra l'altro costruendo degli animali finti che la bestia scambia per veri, finché il Diavolo spazientito non inizia a inseguirlo. A quel punto Bugs fa pubblicare un annuncio matrimoniale sul Corriere di Tasmania, e immediatamente arriva un aereo da cui scende una femmina di diavolo della Tasmania già vestita da sposa. Il Diavolo se ne innamora immediatamente, Bugs sposa i due dichiarandoli "Diavolo e Diavolessa" e la coppia parte con l'aereo.

## Distribuzione

### Edizione italiana
Il corto arrivò in Italia direttamente in televisione negli anni ottanta. Il doppiaggio fu eseguito dalla Effe Elle Due e diretto da Franco Latini su dialoghi di Maria Pinto. Nel 1997, per l'uscita in VHS, fu eseguito un nuovo doppiaggio dalla Angriservices Edizioni sotto la direzione di Renzo Stacchi.

### Edizioni home video

#### VHS
America del Nord
- The Looney Tunes Video Show, #1 (1982)
- Stars of Space Jam: Tasmanian Devil (26 novembre 1996)
- Looney Tunes: The Collector's Edition - Vocal Genius (gennaio 2000)
- Taz's Jungle Jams (2000)

Italia
- Le stelle di Space Jam: Taz (marzo 1997)
- Il meglio delle stelle di Space Jam (marzo 1997)
- Taz alla riscossa (22 maggio 2002)

#### DVD e Blu-ray Disc
Il corto fu pubblicato in DVD-Video in America del Nord nel quarto disco della raccolta Looney Tunes Golden Collection: Volume 1 (intitolato Looney Tunes All-Stars: Part 2) distribuita il 28 ottobre 2003, dove è visibile anche con un commento audio di Jerry Beck; il DVD fu pubblicato in Italia il 2 dicembre 2003 nella collana Looney Tunes Collection, col titolo All Stars: Volume 2. Fu inserito anche nel secondo disco della raccolta DVD Looney Tunes Spotlight Collection Volume 1, uscita in America del Nord sempre il 28 ottobre 2003, ristampato il 17 giugno 2014 col titolo Looney Tunes Center Stage: Volume 2. In Italia fu inserito anche nel DVD Looney Park della collana I tuoi amici Looney Tunes, uscito il 21 ottobre 2009. Fu poi incluso (nuovamente col commento audio) nel secondo disco della raccolta Looney Tunes Platinum Collection: Volume One, uscita in America del Nord in Blu-ray Disc il 15 novembre 2011 e in DVD il 3 luglio 2012. È stato infine inserito nel DVD Tasmanian Devil della collana Stars of Space Jam, uscito in America del Nord il 9 ottobre 2018.